# Lutryna
Lutryna (Lutrzyna, Mała Osa) – rzeka, lewy dopływ Osy o długości 35,63 km i powierzchni dorzecza 443 km². Płynie na granicy pojezierzy Chełmińskiego i Brodnickiego, w województwie kujawsko-pomorskim.
Rzeka wypływa z jeziora Chojno na zachód od Brodnicy, przepływa przez jeziora: Grzywinek, Oleczno, Wądzyńskie, a do Osy uchodzi na północ od wsi Świecie nad Osą.
Miejscowości nad Lutryną: Lembarg, Kamień, Jabłonowo Pomorskie, Świecie nad Osą.